# وندرپول (تگزاس)
وندرپول، تگزاس (به انگلیسی: Vanderpool, Texas) شهری در ایالت تگزاس از ایالات جنوبی ایالات متحده آمریکا است.